# Comuna Berezdiv, Slavuta
Berezdiv (în ucraineană Берездів) este o comună în raionul Slavuta, regiunea Hmelnîțkîi, Ucraina, formată din satele Berezdiv (reședința), Mîhailivka, Modestivka, Selîciv și Zubivșciîna.

## Demografie
Componența lingvistică a comunei Berezdiv
     Ucraineană (99,37%)
     Alte limbi (0,62%)
Conform recensământului din 2001, majoritatea populației comunei Berezdiv era vorbitoare de ucraineană (99,37%), existând în minoritate și vorbitori de alte limbi.